# Tenorok listája
Tenorista az az ember, aki tenor hangmagasságban énekel.

## Híres tenorénekesek
- Peter Pears (1910. június 22. – 1986. április 3.) (Egyesült Királyság, Anglia)
- Richard Lewis (operaénekes) (1914. május 10. – 1990. szeptember 13.) (Egyesült Királyság, Anglia, Wales)
- Arrigo Pola (1919. július 5. – 1999. november 3.) (Olaszország)
- Alexander Young (1920. október 18. – 2000. március 2.) (Egyesült Királyság, Anglia)
- Charles Bressler (1926. április 1. – 1996. november 28.) (USA)
- Alfredo Kraus (1927. szeptember 24. – 1999. szeptember 10.) (Spanyolország)
- Robert Tear (1939. március 8. –) (Egyesült Királyság, Wales)
- José Cura (1962. december 5. –) (Argentína)
- Alessandro Safina (1963. október 14. –) (Olaszország)
- Doğan Duru (1973. szeptember 29. –) (Törökország)
- Alejandro Fernández (1971. április 24. –) (Mexikó)
- Albert Reiß (1870. február 22. – 1940. június 19.) (Németország; USA)
- Peter Hofmann, (wd) (1944. augusztus 12.-2010. november 30.) (Németország)

### Könnyűzenében

#### Külföldi
- Freddie Mercury
- Stevie Wonder
- Adam Lambert
- Mark Feehily
- Axl Rose
- Lauri Ylönen
- George Michael
- Ed Sheeran
- John Lennon
- Sam Smith
- Kurt Cobain
- Prince
- Martin Gore

#### Magyar
- Bársony Attila
- Bodnár Attila
- Caramel
- Demjén Ferenc
- Delhusa Gjon
- Feke Pál
- Gáspár Laci
- Homonnay Zsolt
- Kocsis Tibor
- Korda György
- Kökény Attila
- Máté Péter
- Meződi József
- Oláh Gergő
- Pápai József
- Pély Barna
- Puskás Péter
- Révész Sándor
- Sasvári Sándor
- Szikora Róbert
- Tabáni István
- Takáts Tamás
- Varga Miklós
- Vámosi János
- Zámbó Jimmy

### Kontratenor
A női alt szólam hangmagasságát nagyjából elérő, falzettszerű férfi énekes hang.
- Nicholas Clapton (1955. szeptember 16. –) (Egyesült Királyság, Anglia)
- Andreas Scholl (1967. november 10. –) (Németország)
- Mitch Grassi (1992. július 24. -) (USA)
- Kang Hjongho (Forestella) (Dél-Korea)

### Tenore Buffo
„Vígtenor”; gyenge hangú tenor, aki a vígoperákban és hasonló darabokban a nevettető szerepet játssza (főleg Mozart operáiban).
- Gerhard Stolze (1926. október 1. – 1979. március 11.) (Németország)

### Trial
Magas, nazális hang, főként vígoperákban található, szerepe a tenore buffoval megegyező.

### Tenore lirico(-leggiero) vagy di grazia
A méltóságteljes tenor, főként Verdi operáiban található. Más felosztásban megkülönböztetik a lirico és a lirico-leggiero hangot.
leggiero
- Tito Schipa (1888. december 27. – 1965. december 16.) (Olaszország)
- Ferruccio Tagliavini (1913. augusztus 14. – 1995. január 29.) (Olaszország)
- Luigi Alva (1927. április 10. –) (Peru)
- Deon van der Walt (1958. július 28. – 2005. november 29.) (Dél-afrikai Köztársaság)
- Juan Diego Florez (1973. január 13. –) (Peru)
- Cso Mingju (Forestella) (Dél-Korea)

lirico
- John McCormack (1884. június 14. – 1945. szeptember 16.) (Írország)
- Beniamino Gigli (1890. március 20. – 1957. november 30.) (Olaszország)
- Richard Tauber (1891. május 16. – 1948. január 8.) (Ausztria)
- Heddle Nash (1894. június 14. – 1961. augusztus 14.) (Egyesült Királyság, Anglia)
- Josef Schmidt (1904. március 4. – 1942. november 16.) (Ukrajna, Bukovina)
- Ernst Haefliger (1919. július 6. – 2007. március 17.) (Svájc)
- Giuseppe Di Stefano (1921. július 24. – 2008. március 3.) (Olaszország)
- Nicolai Gedda (1925. július 11. –) (Svédország, Németország, Oroszország)
- Fritz Wunderlich (1930. szeptember 26. – 1966. szeptember 17.) (Németország)
- Luciano Pavarotti (1935. október 12. – 2007. szeptember 6.) (Olaszország)
- José Carreras (1946. december 5. –) (Spanyolország, Katalónia)
- Andrea Bocelli (1958. szeptember 22. –) (Olaszország)
- Ramón Vargas (1960–) (Mexikó)
- Roberto Alagna (1963. június 7. –) (Franciaország, Olaszország)
- Lawrence Brownlee (1972. november 24. –) (Amerikai Egyesült Államok, Ohio)

### Tenore drammatico, di forza vagy robusto
A „hős” hangú tenor.
- Antonio Paolí (1871. április 14. – 1946. augusztus 24.) (Puerto Rico)
- Enrico Caruso (1873. február 25. – 1921. augusztus 2.) (Olaszország)
- Aureliano Pertile (1885. november 9. – 1952. január 11.) (Olaszország)
- Mario Del Monaco (1915. július 27. – 1982. október 16.) (Olaszország)

### Tenore (lirico) spinto
A tenore drammatico és lirico kombinálása, szintén Verdi operáiban gyakori.
- Helge Rosvaenge (1897. augusztus 29. – 1972. június 17.) (Dánia)
- Jussi Björling (1911. február 5. – 1960. szeptember 9.) (Svédország)
- Richard Tucker (1913. augusztus 28. – 1975. január 8.) (USA)
- Mario Lanza (1921. január 31. – 1959. október 7.) (USA)
- Franco Corelli (1921. április 8. – 2003. október 29.) (Olaszország)
- Carlo Bergonzi (1924. július 13. –) (Olaszország)
- Plácido Domingo (1941. január 21. –) (Spanyolország)
- Szergej Larin (1956. március 9. – 2008. január 13.) (Szovjetunió–Litvánia–Szlovákia)

### Hőstenor vagy Heldentenor
„Hős” hangú tenor, erősebb bariton hatással, elsősorban Wagner és követőinek operáiban található.
- Georg Anthes (magyarosan Anthes György) (1863. március 12. – 1922. február 23.) (Németország)
- Lauritz Melchior (1890. március 20. – 1973. március 18.) (Dánia)
- Set Svanholm (1904. szeptember 2., – 1964. október 4.) (Svédország)
- Wolfgang Windgassen (1914. június 26. – 1974. szeptember 8.) (Franciaország)
- James King (1925. május 22. – 2005. november 20.) (USA)
- Jon Vickers (1926. október 29. – 2015. július 10.) (Kanada)
- Spas Wenkoff (1928. szeptember 23. – 2013. augusztus 12.) (Bulgária–Ausztria)
- Reiner Goldberg (1939. október 17. – 2023. október 7.) (Németország)

### Baritenor
Baritont is énekelni tudó tenor, általában igen sötét hanggal.

## Magyar tenoristák
- Ellinger József (1820–1891)
- Stéger Xavér Ferenc (1824. december 2. – 1911. március 1.)
- Pauli Richárd (1835. november 24. – 1901. január 3.)
- Hajós Zsigmond (1839. május 12. – 1911. június 25.)
- Gassi Ferenc (1850. – 1896. április 13.)
- Arányi Dezső (1867. augusztus 18. – 1923. január 25.)
- Környey Béla (1875. május 18.– 1925. április 28.)
- Gábor József (1879. – 1929. május 14.)
- Pilinszky Zsigmond (1883. május 5.– 1957. december 9.)
- Dr. Székelyhidy Ferenc (1885. április 4. – 1954. június 27.)
- Halmos János (1887. december 27. – 1961. október 7.)
- Pataky Kálmán (1896. november 14. – 1964. március 3.)
- Laurisin Lajos (1897. március 26. – 1977. január 10.)
- Szedő Miklós (1898. június 8. – 1978. augusztus 19.)
- Fehér Pál (1900. augusztus 4. – 1959. február 7.)
- Fekete Pál (1900–1959)
- Laczó István (1904. szeptember 16. – 1965. szeptember 27.)
- Rősler Endre (1904. november 27. – 1963. december 12.)
- Sárdy János (1907. július 27. – 1969. március 9.)
- Csabay László (1907. december 31. – 1989. március 16.)
- Gari Gyula (1909. szeptember 9. – 1994. április 15.)
- Járay József (1913. szeptember 7. – 1970. október 1.)
- Dr. Sikolya István (1914. június 6. – 1986. december 4.)
- Udvardy Tibor (1914. szeptember 4. – 1981. július 16.)
- Nagypál László (1915. március 27. – 1981. augusztus 8.)
- Simándy József (1916. szeptember 18. – 1997. március 4.)
- Joviczky József (1918. március 26. – 1986. augusztus 28.)
- Kónya Sándor (1923. szeptember 23. – 2002. május 20.)
- Vadas Kiss László (1924. május 31. – 1999. november 2.)
- Réti József (1925. július 8. – 1973. november 5.)
- Mucsi Sándor (1926. február 21. – 2006. június 1.)
- Ilosfalvy Róbert (1927. június 18. – 2009. január 6.)
- Kunsági Kálmán (1936. január 14. –)
- Kelen Tibor (1937. szeptember 18. – 2001. április 28.)
- B. Nagy János (1940. július 9. – 2007. december 22.)
- Szeibert István (1944. november 7. –)
- Kovács József (1946. május 21. – 2010. június 26.)
- Berkes János (1946. május 24. –)
- Gerdesits Ferenc (1947. október 10. –)
- Molnár András (1948. december 8. –)
- Kelen Péter (1950. július 27. –)
- Derecskei Zsolt (1951. december 7. –)
- Bándi János (1953. augusztus 8. –)
- Daróczi Tamás (1954–)
- Gulyás Dénes (1954. március 31. –)
- Laczó András (1954. június 7. –)
- Albert Tamás (1958. augusztus 3. – 2009. november 25.)
- Wendler Attila (1959. október 7. –)
- Mukk József (1962. február 23. –)
- Kiss-B. Atilla (1963. január 28. –)
- Kovácsházi István (Budapest, 1967. március 5. –)
- László Boldizsár (1969. szeptember 18. –)
- Nyári Zoltán (1970. március 8. –)
- Urbán-Nagy Róbert (1972. augusztus 17. –)
- Szerekován János (1975–)
- Birta Gábor (1983–) (Ukrajna, Ungvár) (kontratenor)
- Szigetvári Dávid (1984–)
- Kiss Péter ( – )

## Külső hivatkozások
- pannonjazz.hu: Fantasztikus időutazás (Magyar tenoristák 1903–1955) Archiválva 2016. március 5-i dátummal a Wayback Machine-ben